# Oceanodroma matsudairae
Oceanodroma matsudairae là một loài chim trong họ Hydrobatidae.